# Repenomamus
Repenomamus robustus
Genre
Espèces de rang inférieur
- † Repenomamus giganticus Hu et al., 2005
- † Repenomamus robustus Li et al., 2000

Espèce
Repenomamus est un  genre fossile de mammifères de l'ordre des Eutriconodonta, dont les fossiles ont été retrouvés en Chine, dans la formation géologique d'Yixian, et plus particulièrement dans le biote de Jehol. Ces terrains datent du Crétacé inférieur et se sont déposés voici environ 130 Ma (millions d'années).
Après avoir été classé dans la famille des Repenomamidae, il est aujourd'hui placé dans la famille des Gobiconodontidae, en « groupe frère » du genre Gobiconodon.
Il regroupe deux espèces de la taille approximative d'un blaireau : Repenomamus giganticus et Repenomamus robustus. 

## Historique
Le genre Repenomamus et l'espèce Repenomamus robustus sont décrits en 2000 par les paléontologues chinois J. Li, Y. Wang, Y. Wang, & C. Li
,,.

### Fossiles
Selon Paleobiology Database en 2025, ce genre a un seule collection référencée multigenres de fossiles. Cette collection est du Barrémien supérieur à l'Aptien inférieur du Crétacé inférieur, c'est-à-dire date de 130 à 122,46 Ma avant notre ère.

### Répartition
Cette collection provient du village de Lujiatun près de Shangyuan dans la formation d'Yixian du Liaoning en Chine.

## Description
Repenomamus giganticus est un des plus grands mammifères du Mésozoïque. La longueur du corps avoisinait un mètre et son crâne mesurait 16 centimètres. Il devait peser 12 à 14 kilogrammes. Seuls certains multituberculés atteignaient de telles dimensions. C'était un animal carnivore (la plupart des multituberculés étaient omnivores) doté d'une longue queue. Ses incisives puissantes et ses canines et prémolaires aiguisées correspondent à un animal capable d'attaquer ses proies vivantes, d'une taille à peine inférieure à la sienne. Cependant, ses pattes courtes et son corps massif ne faisaient probablement pas de lui un bon coureur.
L'anatomie des membres et des ceintures de Repenomamus est celle d'un animal terrestre, mais sa démarche reste difficile à imaginer dans la mesure où sa ceinture pectorale et ses membres antérieurs sont dotés de nombreux caractères dérivés (innovations) alors que la ceinture pelvienne est primitive. Ce mammifère se déplaçait peut-être à la manière des varans actuels, en ondulant. 

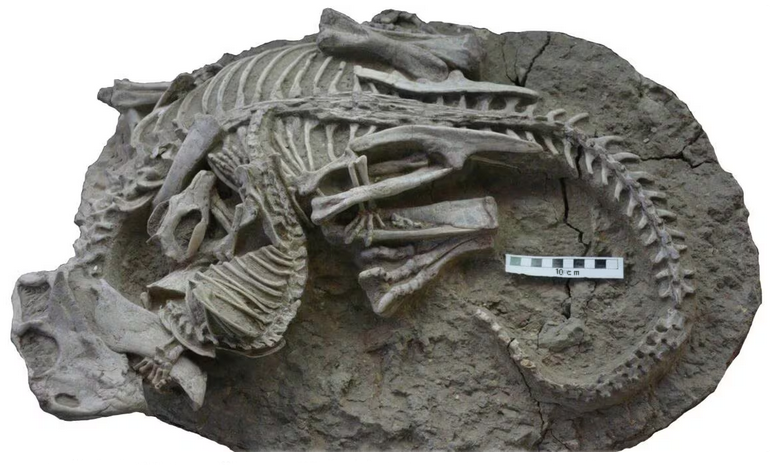
Squelettes enchevêtrés de Repenomamus robustus et de Psittacosaurus lujiatunensis au Musée canadien de la nature à Ottawa.

## Nourriture et environnement
L'un des fossiles de Repenomamus a révélé le contenu stomacal de l'animal avec des ossements de petits mammifères et aussi de dinosaures juvéniles, en particulier ceux d'un jeune Psittacosaurus. Les os entiers, non broyés, voire en quasi-connexion, indiquent que Repenomamus a avalé sa proie par gros morceaux. 
Repenomamus vivait avec de nombreux dinosaures, comme Psittacosaurus, ou le théropode à plumes Sinosauropteryx, et aussi avec d'autres mammifères, comme Eomaia, le plus ancien euthérien connu. Le gisement fossilifère de Liujitun, dans la province chinoise de Liaoning, a livré en 2012 deux spécimens enchevêtrés de Repenomamus robustus et de Psittacosaurus lujiatunensis trois fois plus massif, pris dans une coulée pyroclastique de cendre volcanique. Il est probable que les deux animaux ont été ensevelis et ont convulsé ensemble dans la coulée en mourant, mais un récit plus médiatique et plus largement relayé en a fait un « combat mortel » dans lequel Repenomamus aurait « pris le dessus, montant sur le dos de son adversaire et l’épuisant en se saisissant de sa mâchoire inférieure avec une patte avant, tout en bloquant son train arrière avec un membre postérieur et en mordant ses côtes ».

## Classification
L'analyse phylogénétique réalisée par Thomas Martin et ses collègues en 2015, place Repenomamus en « groupe frère » de Gobiconodon dans la famille des gobiconodontidés dont ils sont les deux seuls membres. Cette famille est rattachée directement à l'ordre des eutriconodontes.

### Publication originale
- [2000] (en) J.-L. Li, Y. Wang, Y.-Q. Wang et C.-K. Li, « A new family of primitive mammal from the Mesozoic of western Liaoning, China [in Chinese] », Chinese Science Bulletin, vol. 45,‎ 2000, p. 2545-2549 (DOI 10.1007/bf03187223).